# ادبیات عربی
ادبیات عربی (عربی: الأدب العربي) به متون نظم و نثری و عامیانه‌ای گفته می‌شود که به زبان عربی نگاشته یا سروده شده باشند.
کلمه استفاده شده برای ادبیات در زبان عربی همچون ادبیات فارسی ادب می‌باشد که اشاره به آداب خاص و غنی انسانی و فرهنگ دارد. ادبیات عربی به صورت نوشتاری و حروفی عمدتاً در قرن پنجم میلادی به بعد پدیدار شد و تا قبل از آن تنها تعداد کمی از آثار به صورت حروفی و الفبایی نوشته شده بود. ادبیات عرب در حقیقت به متون نظم و نثری که به زبان عربی نگاشته شده باشد می‌گویند. که شامل سیزده دانش نحو، صرف، عروض، قافیه، لغت، قرض، انشاء، خط، بیان، معانی، بدیع، محاضرات و اشتقاق می‌شود.

## ادبیات عرب پیش از اسلام
پیش از اسلام ادبیات عربی عمدتاً منحصر به اشعار قبیله‌ای بود که نوشته نمی‌شد و سینه به سینه نقل می‌شد.اعراب در تاریخ فرهنگ و ادب حضور طولانی داشته‌اند تا آنجایی که در عصر جاهلی و قبل از ورود اسلام، معلقات سبع سروده شد و اکنون به تمام زبان‌های دنیا ترجمه شده‌است. بسیاری از ایرانیان به زبان عربی شعر سروده و مایه ادبی ایران را به زبان جدید منتقل کرده‌اند.

## ادبیات عرب پسا اسلام
کتاب قرآن به عنوان بهترین یا یکی از بهترین آثار ادبی در زبان عربی شناخته می‌شود و تأثیر بسزایی بر ادبیات عرب و فرهنگ عرب داشته‌است. ادبیات عرب عمدتاً در دوران طلایی اسلام شکوفا شد هرچند که تا عصر امروزین نیز فعال مانده‌است. نزول قرآن و احتیاج به فهم و تفسیر آن و نیز گسترش سریع ممالک اسلامی، باعث شد مسلمانان به ویژه ایرانیان لزوم تدوین علوم ادبی را بیابند. و این دانش با هدایت علی بن ابی طالب به ابو الاسود دوئلی آغاز گردید و بعدها توسط خلیل فراهیدی، سبیویه، کسایی، ابن هشام، ابن مالک، سیوطی، ابن حاجب، رضی‌الدین استر آبادی، تکامل یافت.